# Māris Gailis
Māris Gailis (Riga, 9 de juliol de 1951) és un polític letó. Va estudiar a l'Institut Estatal de Riga núm. 1.
Va exercir com a primer ministre entre el 15 setembre 1994 i 21 de desembre de 1995 pel partit Via Letona (LC).